# Wohnwasserturm Preetz
| Wohnwasserturm Preetz                     | Wohnwasserturm Preetz                  |
| Wasserturm                                | Wasserturm                             |
| Daten                                     | Daten                                  |
| ----------------------------------------- | -------------------------------------- |
| Baujahr:                                  | 1929                                   |
| Turmhöhe:                                 | 25,2 m                                 |
| Nutzhöhe:                                 | 24 m                                   |
| Behälterart:                              | Genieteter zylindrischer Stahlbehälter |
| Volumen des Behälters:                    | 150 m³                                 |
| Ursprüngliche Nutzung:                    | Wasserversorgung und Wohnraum          |
| Heutige Nutzung:                          | Jugendzentrum und Vereinsräume         |
| Denkmalschutz:                            | Kulturdenkmal seit 1995                |
| Über den Wohnungen lag der Wasserbehälter |                                        |
| Anbau für das Jugendzentrum               |                                        |

Der 1929 erbaute Wohnwasserturm in Preetz ist eines der wenigen Hochhäuser in Deutschland, die gleichzeitig als Wasserturm dienten. Der Turm steht an der Straße Kleine Hufe und ragt mit seinen knapp 26 m Höhe nur wenig über die Häuser der Stadt hinaus.

## Bauwerk
Es handelt sich um einen kubischen Backsteinbau mit quadratischem Grundriss. Reihen aus dunklen Klinkern strukturieren das sonst aus helleren Steinen bestehende Mauerwerk. Der Turm zeigt Bauformen des norddeutschen Backsteinexpressionismus, wie übereck gestellte Lisenen und ein spitz auskragendes Treppenhaus.
In jedem der sechs unteren Geschosse war ursprünglich eine Wohnung mit 64 m² Grundfläche untergebracht. Dieser Bereich ist durch den Farbwechsel der Backsteine deutlich in der Senkrechten gegliedert. Es ergeben sich jederseits vier Felder, in den mittleren befinden sich die Fenster der Wohnungen.
Über dem Wohnbereich liegt – etwas eingerückt – das Behältergeschoss mit senkrechten Zierstreifen, wenigen schmalen Fensteröffnungen und flachem Dach. Im Innern befindet sich ein aus Stahlplatten zusammengenieteter, zylindrischer Wasserbehälter mit einem Fassungsvermögen von 150 m³.

## Entwicklung der Preetzer Wasserversorgung
Preetz erhielt erst verhältnismäßig spät eine zentrale Wasserversorgung. Lange Zeit reichten die ergiebigen privaten Brunnen und das saubere Wasser der Schwentine für die Bedürfnisse des Ortes aus. In den späten 1920er Jahren begann man, den Wasserstand zu senken, um Überschwemmungen einzudämmen. Damit sank auch der Grundwasserspiegel, und viele Brunnen versiegten.
1927 beschlossen die Preetzer Bürger mehrheitlich den Bau eines Wasserwerks und einer Wasserleitung. Einen Wasserturm hielt man zunächst für unnötig, er wurde dann aber doch mit eingeplant. Uneinigkeit gab es über die Form des Turms. Es wurde schließlich der expressionistische Entwurf des Stadtbaudirektors Giesenhagen realisiert. Vorbild für das Gebäude war der wesentlich größere Wohnwasserturm Wulsdorf in Bremerhaven, damals Wesermünde.
Das Preetzer Wasserwerk war so großzügig ausgelegt, dass erst nach dem Zweiten Weltkrieg Erweiterungen nötig wurden. Seit 1974 erfolgt die Preetzer Wasserversorgung über die Stadtwerke Kiel.

## Weitere Nutzung des Gebäudes
Nachdem schon 1954 Jugendgruppen die unteren beiden Stockwerke des Turms genutzt hatten, wurde
1964 der gesamte Turm zu einem Jugendheim umgebaut, wobei das Gebäude einen Anbau erhielt. Heute nutzt ein Jugendzentrum die unteren beiden Etagen und den Anbau. Die darüber befindlichen Stockwerke werden von Vereinen genutzt. Im obersten Stockwerk gibt es einen Funkamateur Betriebsraum des DARC e.V. dazu 3 Antennen auf dem Dach. Der Wasserbehälter ist noch vorhanden und von außen zugänglich.